# Al Pacino
Alfred James Pacino, més conegut com a Al Pacino, (East Harlem, Manhattan, Nova York, 25 d'abril de 1940) és un actor i director estatunidenc. És conegut pels papers de Michael Corleone a El Padrí, de Tony Montana a Scarface, de John Wortzik a Tarda negra, de Frank Serpico a Serpico, del Tinent Coronel Frank Slade a Scent of a Woman, i de Roy Cohn a Angels in America. Ha guanyat l'Oscar al millor actor el 1992 pel seu paper a Scent of a Woman, després de 7 nominacions.

## Biografia

### Els inicis
Al Pacino va néixer a East Harlem, Manhattan, i és fill d'americans d'ascendència siciliana, Rosa (nascuda Gerardi) i Salvatore Alfred Pacino, que es van divorciar quan tenia dos anys. La seva mare es traslladà al Bronx, per viure amb els seus pares, Kate i James Gerardi, originaris de Corleone (Sicília). El seu pare, originari de San Fratello, marxà a Califòrnia i obre el seu propi restaurant.
Al Pacino entre més tard a la High School of Performing Arts, freqüentada igualment per Robert De Niro. Era quan s'aprenia a fer d'actor amb "El Mètode" de Stanislavski, que va trobar terriblement pesat. No s'hi va quedar més que dos anys, ja que li mancaven diners i la necessitat de trobar un treball va ser més imperiosa que continuar els estudis.

### Anys 1960
La primera part dels anys 1960 és difícil per a Pacino, amb la mort de la seva mare el 1962 i la del seu avi el 1964. Pacino ho recorda com el moment més baix de la seva vida. A partir d'aquest moment, Pacino té insomni. Acumula igualment nombroses petites feines després d'haver deixat el sistema escolar als 17 anys. Les seves petites feines successives li van permetre entrar en contacte amb tota mena de personatges. Va ser missatger, venedor de sabates, caixer de supermercat, repartidor de diaris. Va encerar sabates i va ser transportista. Va fer d'aprenent en un despatx. Donava llustre a les fruites fresques en una drogueria.
Aspirava no obstant això a una cosa millor, i també va passar per un càsting, encara adolescent, per entrar a l'Actors Studio de Lee Strasberg. No el van agafar, però no es va desanimar i va seguir uns estudis universitaris de teatre, el curs Herbert Berghof, on va conèixer Charlie Laughton, l'home que seria el seu mentor i el seu amic més proper. No només Laughton va donar classe a Pacino i el va dirigir per a la seva primera obra en públic (Hello Out There, de William Saroyan), sinó que el va presentar a poetes i a escriptors. Pacino va ser acceptat a l'Actors Studio quatre anys més tard.
El 1966, els diners que ha estalviat li permeten entrar a l'Actor's Studio sota la direcció de Lee Strasberg (Hyman Roth en El Padrí II) on troba actors que es faran cèlebres com Robert De Niro. El seu treball i el seu talent li permeten obtenir un Obie (premi de teatre) el 1968 per a The Indian Wants the Bronx, i un premi Tony l'any següent per a Does a Tiger Wear a Necktie? . Pacino fa el seu primer en el cinema a Me, Natalie de Fred Coe el 1969.

### Anys 1970
Obté el paper principal a The Panic in Needle Park (1970) de Jerry Schatzberg, drama que es desenvolupa en el mitjà toxicòman de Manhattan. Aquesta pel·lícula marca un tombant en la seva carrera, ja que, a més a més de la seva bona interpretació, atreu l'atenció de Francis Ford Coppola. En efecte, el 1972, mentre que els productors intenten imposar-li Robert Redford pel paper de Michael Corleone a El Padrí, Francis Ford Coppola, després de llargues negociacions, escull Al Pacino, que és menys conegut en aquell temps.
La seva primera trobada amb Marlon Brando és per a ell molt estressant, però queda com un dels moments més importants de la seva carrera, com ho defineix ell mateix; es farà en el moment de l'escena de l'hospital, quan Michael Corleone ha de vigilar el seu pare. Se sap com continua: la pel·lícula és un enorme èxit i llança definitivament la seva carrera. L'any següent, renova la seva col·laboració amb Jerry Schatzberg per a L'espantaocells. Al Pacino fa un cara a cara amb Gene Hackman en aquesta pel·lícula que va rebre la Palma d'Or al Festival Internacional de Cinema de Canes 1973. El mateix any, signa la seva primera pel·lícula amb Sydney Lumet: Serpico. Gràcies a la seva interpretació de policia liberal i incorruptible, en aquesta pel·lícula que fa bons resultats de recaptació, Pacino assoleix definitivament la popularitat.
El 1974, reprèn el paper de Michael Corleone per la segona part de El Padrí. Aquesta vegada, és Robert De Niro qui interpreta Vito Corleone (en la seva joventut). La pel·lícula és un èxit i és sovint considerada com superior a la primera. El personatge de Michael Corleone, taciturn i fred, és el contrari de Frank Serpico, aquest policia inestable i irascible que dubta i es debat al si d'una Nova York molt violenta i d'una policia corrupta.
El 1975, Pacino encarna un nou personatge una mica inestable, un atracador de banc diletant que esdevé popular molt de pressa gràcies a la seva inexperiència, a Tarda negra  de Sydney Lumet. Dos anys més tard, es llança en el melodrama Bobby Deerfield (1977) de Sydney Pollack. En els anys 70, Pacino va rebre quatre nominacions a l'oscar al millor actor, per les seves actuacions a Serpico, El padrí II, Tarda negra, i ...And Justice for All.

### Anys 1980
Els anys 1980 marquen a Al Pacino, ja que interpreta un policia evolucionant en el mitjà homosexual en una fosca obra de William Friedkin, Cruising (1980). El 1983, és la trobada tan esperada amb Brian De Palma que li ofereix el paper de Tony Montana a  Scarface , remake de la pel·lícula de Howard Hawks de 1932. Per a tota una generació (principalment els rapers), el personatge de Tony Montana s'ha convertit en un mite i un objecte de fascinació (amb totes les ambigüitats que implica), i Al Pacino en fa una molt bona interpretació en aquest paper d'immigrant de Cuba que coneix una fenomenal ascensió financera i social al si de la xusma mentre que es torna boig, devorat per la paranoia i la droga inherents a les seves activitats de gàngster.
Els anys 1980 van acabar amb l'èxit de  Sea of Love , protagonitzada per un Pacino que fa una gran interpretació del seu personatge, Frank Keller. La pel·lícula va obtenir bones crítiques.

### Anys 1990

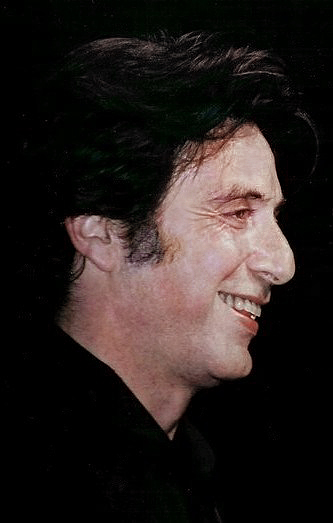
Al Pacino al Festival de Cannes de 1996.

Com a un bon nombre de grans actors americans, Al Pacino tindrà diversos papers poc importants en els anys 1990. Tanmateix el 1990, fa el paper de Michael Corleone a la tercera part del Padrí. Però si els anys 1990 són menys prolífics en grans papers que els anys 1970, li permeten tornar, si no en a primera línia, almenys a l'estadi del reconeixement indiscutit. Certament, Al Pacino no enllaça només obres mestres. Però la seva nova col·laboració amb Brian De Palma és un nou èxit Atrapat pel passat. En aquesta pel·lícula enfonsat i trist, Al Pacino convenç amb el personatge de Carlito Brigante.
El 1993, Pacino va guanyar el Premi de l'Acadèmia al millor actor, per la seva interpretació del tinent coronel de l'exèrcit nord-americà Frank Slade a Scent of a Woman de Martin Brest. Aquell any, va ser nominat també per a Millor actor secundari per Glengarry Glen Ross, convertint Pacino en el primer actor en ser nominats en dos premis de l'Acadèmia el mateix any; dues nominacions per dues pel·lícules el mateix any, i va guanyar la del millor actor.
La primera verdadera trobada cinematogràfica entre Al Pacino i Robert De Niro (els actors ja van coincidir en el rodatge de El Padrí II però no havien interpretat cap escena junts) va ser el 1995 amb la pel·lícula policíaca  Heat  realitzada per Michael Mann, relatant el joc del gat i del ratolí al qual es lliuren un atracador de banc d'excepció (De Niro) i un inspector de policia tenaç (Pacino) que ha jurat detenir-lo. Pacino i De Niro són a un molt alt nivell i ens reserven un cara a cara memorable. Els segons papers, entre d'altres per Val Kilmer, Tom Sizemore i Jon Voight, són igualment convincents. El llargmetratge trobarà un important èxit crític i comercial i és avui part integrant de la història del cinema.
El 1996, Pacino passa darrere la càmera per testimoniar la seva fidelitat al teatre, amb Looking for Richard, semiadaptació de Ricard III de Shakespeare, una mena de documental sobre el rodatge de l'obra a la pel·lícula. Després  Pactar amb el diable  de Taylor Hackford (1997), on l'actor descriu un retrat del diable aplaudit pels espectadors i  Donnie Brasco  (1997) de Mike Newell, Al Pacino ens ofereix encara dues altres interpretacions, la primera al costat de Russell Crowe, a El dilema ) de Michael Mann, després a  Any Given Sunday  d'Oliver Stone.

### Anys 2000
Amb la pel·lícula S1m0ne, comèdia esbojarrada d'Andrew Niccol, Al Pacino prova una vegada més al públic que es pot adaptar a qualsevol tipus de paper. L'any següent, actua per primera vegada al costat de Robin Williams en el remake d'una pel·lícula noruega:  Insomnia  (2002). La pel·lícula és un èxit, Al Pacino ho aconsegueix en el seu paper de policia cansat i desenganyat.
Després de Robin Williams, comparteix amb Colin Farrell el protagonisme de la pel·lícula  The Recruit . El 2003 actua a Relacions confidencials amb Kim Basinger i Téa Leoni, una pel·lícula maltractada per la crítica, però salvada per la interpretació d'Al Pacino. El mateix 2003, Al Pacino participa en el projecte del director Mike Nichols, la sèrie  Angels in America , que comprèn 6 episodis d'aproximadament una hora cadascun. Aquesta sèrie tracta de l'homosexualitat i de la sida els anys 1980 i la dificultat dels homosexuals per superar la malaltia. Pacino fa un paper com a Roy Cohn, i té al seu costat una de les millors actrius britàniques del moment: Emma Thompson, així com Meryl Streep, Justin Kirk, i Jeffrey Wright. Un estil prou anticonformista per a una sèrie molt atractiva. La interpretació de Pacino li valdrà d'altra banda de ser recompensat amb un premi Emmy.
 El mercader de Venècia  (2004) inspirada en l'obra de William Shakespeare marca un retorn a les fonts per a Al Pacino: el teatre continua sent el primer amor. Hi juga el paper de Shylock, un venedor jueu. El juliol de 2006, Pacino demostra una vegada de més els seus talents d'actor a la pel·lícula de D.J. Caruso Two for the Money, en el qual interpreta un bookmaker que fa la vida difícil a Matthew McConaughey, un jugador de futbol americà forçat a prendre una jubilació anticipada a causa d'una greu ferida.
El 2007, se’l pot veure a 88 minuts, pel·lícula en el qual Pacino haurà de fer de tot per evitar la mort que li anuncien al telèfon. És igualment al cartell d'Ocean's Thirteen , l'última part de la saga de Daniel Ocean i dels seus còmplices. Aquell any va rebre el premi AFI Life Achievement, un dels més cobejat dels premis que honoren una carrera. En el transcurs de la cerimònia, celebrada el mes juny a Hollywood, altres actors com Sean Connery, Kirk Douglas o Robert De Niro van afirmar que Pacino era certament el més gran actor de la seva generació. S'explica també pel fet que Pacino és un dels rars actors que mai no s'ha apartat un sol instant del mètode Strasberg, de l'Actors Studio, però també l'únic que ho ha fet tant de temps, fins avui.
Finals de 2008, és al cartell de Assassinat just (2008), una pel·lícula de Jon Avnet (amb qui ja ha col·laborat a 88 minuts), en la que té per companys Robert De Niro, Carla Gugino, Donnie Wahlberg i el raper 50 Cent. La pel·lícula presenta els dos actors fent de policies a un serial killer. Serà la seva tercera col·laboració amb Robert De Niro després de El Padrí II (on no tenien cap escena en comú) i Heat (on tenien molt poques escenes conjuntament). El guió no era prou inspirat per als dos actors, però van fer bones interpretacions i va permetre als cinèfils veure'ls finalment junts.
El 22 d'octubre de 2008, al Festival de cinema de Roma, Pacino va rebre, en presència de l'actor Matthew Modine (Full Metal Jacket, Birdy), el Marc Aureli d'Or. Semblava molt afectat per aquest honor per tota la seva carrera però també a compte de l'Actors Studio, que copresideix; el jurat romà el va qualificar com l'actor que personifica millor l'Actors Studio.

### Papers refusats
Actor reputat per a la gran qualitat de les seves interpretacions, ha refusat no obstant papers a les pel·lícules següents: Born on the Fourth of July, Pretty Woman, Apocalipse Now, The Last Tycoon, Kramer contra Kramer, Days of Heaven, La guerra de les Galàxies, City by the Sea, Rambo, El nom de la rosa, Amadeus, The Cotton Club, Crimson Tide, Taxi Driver, ...

## Vida privada i identitat
Al Pacino, de pares sicilians de Corleone, té tres fills. Julie Marie, nascuda el 1989 amb Jan Tarrant i dels bessons Anton James i Olivia Rose, nascuts el 25 de gener de 2001 amb l'actriu Beverly d'Angelo. Mai no s'ha casat. Té tres germanes i una germanastra.
Al Pacino s'anomena "italià ple" ("I'm all Italian. I'm mostly Sicilian, and I have a little bit of Neapolitan in me. You get your full dose with me.").

## Filmografia
| Any  | Pel·lícula                              | Paper                          | Notes |
| ---- | --------------------------------------- | ------------------------------ | --- |
| 1969 | Me, Natalie                             | Tony                           | debut |
| 1971 | The Panic in Needle Park                | Bobby                          | |
| 1972 | El padrí (The Godfather)                | Michael Corleone               | Nominat — Oscar al millor actor secundari Nominat — Globus d'Or al millor actor dramàtic Salari: 35.000 dòlars                                                               |
| 1973 | L'espantaocells (Scarecrow)             | Francis Lionel 'Lion' Delbuchi | |
| 1973 | Serpico                                 | Frank Serpico                  | Globus d'Or al millor actor dramàtic Nominat — Oscar al millor actor Nominat — BAFTA al millor actor Salari: 15.000 dòlars                                                   |
| 1974 | El padrí II (The Godfather Part II)     | Michael Corleone               | BAFTA al millor actor Nominat — Oscar al millor actor Nominat — Globus d'Or al millor actor dramàtic Salari: 500.000 dòlars + 10% beneficis                                  |
| 1975 | Tarda negra (Dog Day Afternoon)         | John Wojtowicz                 | BAFTA al millor actor Nominat — Oscar al millor actor Nominat — Globus d'Or al millor actor dramàtic                                                                         |
| 1977 | Bobby Deerfield                         | Bobby Deerfield                | Nominat — Globus d'Or al millor actor dramàtic |
| 1979 | Justícia per a tothom                   | Arthur Kirkland                | Nominat — Oscar al millor actor Nominat — Globus d'Or al millor actor dramàtic                                                                                               |
| 1980 | A la cacera (Cruising)                  | Steve Burns                    | |
| 1982 | Author! Author!                         | Ivan Travalian                 | Nominat — Globus d'Or al millor actor musical o còmic |
| 1983 | Scarface                                | Tony Montana                   | Nominat — Globus d'Or al millor actor dramàtic |
| 1985 | Revolució (Revolution)                  | Tom Dobb                       | |
| 1989 | Sea of Love                             | Frank Keller                   | Nominat — Globus d'Or al millor actor dramàtic |
| 1990 | The Local Stigmatic                     | Graham                         | Filmed in 1985 |
| 1990 | Dick Tracy                              | Big Boy Caprice                | Nominat — Oscar al millor actor secundari Nominat — BAFTA al millor actor secundari Nominat — Globus d'Or al millor actor secundari Salari: 4.500.000 dòlars                 |
| 1990 | El padrí III (The Godfather Part III)   | Michael Corleone               | Nominat - Globus d'Or al millor actor dramàtic Salari: 5.000.000 dòlars |
| 1991 | Frankie i Johnny (Frankie and Johnny)   | Johnny                         | |
| 1992 | Glengarry Glen Ross                     | Ricky Roma                     | Nominat — Oscar al millor actor secundari Nominat — Globus d'Or al millor actor secundari                                                                                    |
| 1992 | Scent of a Woman                        | Frank Slade                    | Oscar al millor actor Globus d'Or al millor actor dramàtic |
| 1993 | Atrapat pel passat (Carlito's Way)      | Carlito 'Charlie' Brigante     | |
| 1995 | Two Bits                                | Gitano Sabatoni                | |
| 1995 | Heat                                    | Tinent Vincent Hanna           | |
| 1996 | Looking for Richard                     | Director/Narrador/Richard III  | |
| 1996 | City Hall                               | John Pappas                    | |
| 1997 | Donnie Brasco                           | Benjamin Ruggiero              | |
| 1997 | Pactar amb el diable                    | John Milton                    | |
| 1999 | El dilema (The Insider)                 | Lowell Bergman                 | |
| 1999 | Any Given Sunday                        | Tony D'Amato                   | |
| 2000 | Chinese Coffee                          | Harry Levine                   | També com a director; filmada el 1997 |
| 2002 | Insomnia                                | Will Dormer                    | |
| 2002 | S1m0ne                                  | Viktor Taransky                | Salari: 11.000.000 dòlars |
| 2002 | Relacions confidencials (People I Know) | Eli Wurman                     | |
| 2003 | The Recruit                             | Walter Burke                   | |
| 2003 | Una relació perillosa (Gigli)           | Starkman                       | |
| 2003 | Angels in America (miniseries)          | Roy Cohn                       | Globus d'Or al millor actor en minisèrie o telefilm Primetime Emmy al millor actor en minisèrie o telefilm Screen Actors Guild Award al millor actor en minisèrie o telefilm |
| 2004 | El mercader de Venècia                  | Shylock                        | |
| 2005 | Two for the Money                       | Walter Abrams                  | |
| 2007 | Ocean's Thirteen                        | Willie Bank                    | |
| 2007 | 88 minuts (88 Minutes)                  | Dr. Jack Gramm                 | |
| 2008 | Assassinat just                         | Detectiu David «Rooster» Fisk  | |
| 2010 | You Don't Know Jack                     | Jack Kevorkian                 | Globus d'Or al millor actor en minisèrie o telefilm Primetime Emmy al millor actor en minisèrie o telefilm                                                                   |
| 2011 | Wilde Salomé                            | Director                       | |
| 2011 | The Son of No One                       | Detectiu Charles Stanford      | |
| 2012 | Stand Up Guys                           | Val                            | |
| 2013 | Phil Spector                            | Phil Spector                   | Telefilm Nominat — Globus d'Or al millor actor en minisèrie o telefilm Nominat — Primetime Emmy al millor actor en minisèrie o telefilm                                      |
| 2013 | Salomé                                  | Herodes                        | Actor Director |
| 2014 | Manglehorn                              | A.J. Manglehorn                | |
| 2014 | The Humbling                            | Simon Axler                    | |
| 2015 | Danny Collins                           | Danny Collins                  | |
| 2016 | Misconduct                              | Charles Abrams                 | |
| 2017 | The Pirates of Somalia                  | Seymour Tolbin                 | |
| 2017 | Hangman                                 | Detectiu Ray Archer            | |
| 2018 | Paterno                                 | Joe Paterno                    | |
| 2019 | Once Upon a Time in Hollywood           | Marvin Schwarzs                | |
| 2019 | The Irishman                            | Jimmy Hoffa                    | |
| 2021 | Història d'una traïció                  | James Laughlin                 | |

A més ha obtingut els premis Lleó d'Or per la carrera (1994), Cecil B. DeMille (2001) i Premi Donostia (1996) en reconeixement de la seva trajectòria cinematogràfica.